# カフカスアイベックス
カフカスアイベックス（Capra caucasica）は、ウシ科ヤギ属に分類される偶蹄類。別名ニシコーカサスツール。

## 分布
グルジア、ロシアのカフカース山脈西部

## 形態
体長150-165センチメートル。肩高95-109センチメートル。体重65-100キログラム。
基部から後方へ向かい、先端が外側下方へ向かう三日月状の角がある。角長75-100センチメートル。角の断面は四角形。角の前面には横方向に畝のような不明瞭な隆起がある。
夏季は毛衣が灰赤褐色や灰黄褐色、赤褐色。冬季は毛衣が灰褐色、黄褐色、赤褐色で、背面正中線上に沿って暗色の縦縞が入る。
オスの顎に伸長する体毛は18センチメートル以下と長く、縮れない。

## 分類
カフカスツールを亜種とする説もあり、分布域が一部重複し種間雑種も形成する。

## 生態
山地に生息する。
食性は植物食で、木の葉、草などを食べる。

## 人間との関係
狩猟、家畜との競合などにより生息数は減少している。1980年代後期における生息数は12,000頭、1997年における生息数は10,000頭と推定されている。